# Capillipedium nagense
Capillipedium nagense är en gräsart som beskrevs av Norman Loftus Bor. Capillipedium nagense ingår i släktet Capillipedium och familjen gräs.
Artens utbredningsområde är Assam (Indien). Inga underarter finns listade i Catalogue of Life.